# Gilles Sunu
Gilles Sunu (* 30. März 1991 in Châteauroux) ist ein französischer ehemaliger Fußballspieler togoischer Herkunft. Der Stürmer gewann 2010 mit der französischen U-19-Nationalmannschaft den Europameistertitel.

## Karriere

### Vereine
Sunu spielte in der Jugend bei LB Châteauroux, ehe er im März 2007 einen ab Sommer des Jahres gültigen Vier-Jahres-Kontrakt beim englischen Klub FC Arsenal unterschrieb. Dort rückte er in die Reservemannschaft auf und kam vereinzelt in der Profimannschaft zum Einsatz, als er im Rahmen der Champions League 2009/10 gegen den griechischen Verein Olympiakos Piräus oder im Carling Cup gegen West Bromwich Albion als Einwechselspieler auflief. Dank seiner guten Leistungen weckte er das Interesse anderer Klubs und FC Arsenal verlieh den Nachwuchsspieler ab Februar 2010 an Derby County in die Football League Championship. Im März verlängerte er schließlich seinen Vertrag bei den „Gunners“. Dank weiterer guter Leistungen in der Reservemannschaft des FC Arsenal konnte er im Februar 2011 an den französischen Erstligisten FC Lorient für ein halbes Jahr verliehen werden, von dem er anschließend fest verpflichtet wurde. Im Februar 2015 wechselte Sunu zum Ligakonkurrenten FC Évian Thonon Gaillard. Bereits am Saisonende verließ er den Verein, um beim Erstligaaufsteiger SCO Angers zu unterschreiben.
Nach drei Jahren bei SCO Angers wechselte Sunu in die Süper Lig zu Büyükşehir Belediye Erzurumspor. Seine letzte Station war von 2020 bis 2023 LB Châteauroux.

### Nationalmannschaft
2008 stand Sunu mit dem französischen U-17-Nationalteam im Finale der U-17-Europameisterschaft, unterlag dort aber dem spanischen Nachwuchs mit 0:4. Im Sommer 2010 nahm Sunu mit der französischen U-19-Nationalmannschaft an der U-19-Europameisterschaft 2010 im eigenen Land teil. In vier Spielen, in denen er ein Tor erzielte, trug er zum Titelgewinn bei. Im Anschluss an das Turnier von einem Knorpelschaden gebremst, kehrte er im Oktober für die Reservemannschaft des FC Arsenal auf den Fußballplatz zurück.

## Erfolge
Nationalmannschaft
- U-19-Europameister: 2010